# Provincia de Sühbaatar
La aymag de Sühbaatar (en mongol: Сүхбаатар аймаг) es una de las 21 aymags (provincias) de Mongolia. Se encuentra situada en el este del país, del que toma una extensión de 82.300 kilómetros cuadrados, y cuenta con una población de 55.511 habitantes (datos de 2000). Su capital es Baruun-Urt.